# Курандлен
Курандлен (фр. Courrendlin) — громада  в Швейцарії в кантоні Юра, округ Делемон.

## Географія
Громада розташована на відстані близько 45 км на північ від Берна, 4 км на південний схід від Делемона.
Курандлен має площу 21,6 км², з яких на 9,3% дозволяється будівництво (житлове та будівництво доріг), 43,5% використовуються в сільськогосподарських цілях, 46,4% зайнято лісами, 0,8% не є продуктивними (річки, льодовики або гори).

## Демографія
2019 року в громаді мешкало 3552 особи (+17,2% порівняно з 2010 роком), іноземців було 21,4%. Густота населення становила 165 осіб/км².
За віковим діапазоном населення розподілялося таким чином: 24,1% — особи молодші 20 років, 58,9% — особи у віці 20—64 років, 17% — особи у віці 65 років та старші. Було 1527 помешкань (у середньому 2,3 особи в помешканні).
Із загальної кількості 930 працюючих 59 було зайнятих в первинному секторі, 361 — в обробній промисловості, 510 — в галузі послуг.